# Каса Рокка Піккола
Каса Рокка Піккола — палац XVI століття на Мальті, будинок знатної мальтійської родини де Піро. Розташований у Валлетті, столиці Мальти. Екскурсії проводяться щодня з 10:00 до 17:00 (останній вхід о 16:00). У палаці розташовано ресторан La Giara Restaurant.

## Історія
Каса Рокка Піккола була побудована в 1580 році в епоху, коли госпітальєри, успішно відбившись від турків, які вторглися на Мальту в 1565 році, вирішили побудувати престижне місто, щоб конкурувати з іншими європейськими столицями, такими як Париж і Венеція. Палаци були спроєктовані на більшості вулиць Валлетти, а бастіонні стіни укріпили нове місто XVI століття. Рокка Піколла була одним із двох будинків, побудованих у Валлетті адміралом доном П'єтро ла Рокка. На картах того часу він згадується як «la casa con giardino», що означає будинок із садом, оскільки зазвичай будинки у Валлетті не мали садів. Зміни в плануванні були внесені в кінці XVIII століття, щоб розділити будівлю на два менших будинки. Подальші перебудови були зроблені в 1918 році, і перед Другою світовою війною були додані бомбосховища. Сімейне бомбосховище Каса Рокка Піккола — друге бомбосховище, зведене на Мальті.

## Проєктування та будівництво
Каса Рокка Піккола була спроєктована з довгими анфіладами суміжних приміщень на другому поверсі, залишаючи приміщення на першому поверсі для кухонь та стаєнь. У будинку понад п'ятдесят кімнат, у тому числі дві бібліотеки, дві їдальні, багато віталень та каплиця.

## Колекції

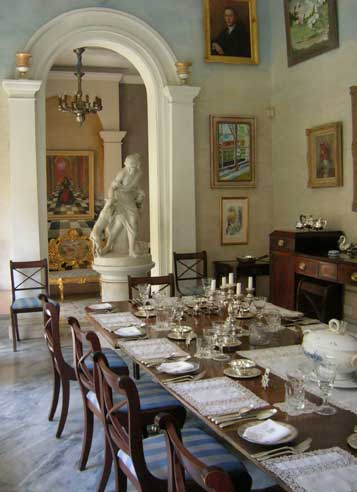
Їдальня у Каса Рокка Піккола

Будинок обставлений колекціями меблів, срібла та картин з Мальти та Європи. Сімейні архіви де Піро, Archivium de Piro, зберігаються в архівній кімнаті будинку. Вони містять докладні відомості про сімейні та державні справи, починаючи з кінця XVI століття і до наших днів. До них належать ділові контракти, шлюбні договори, векселі, заповіти та судові справи. Архіви використовувалися для дослідницьких проєктів в Мальтійському та Оксфордському університетах.
У будинку зберігається найбільша на Мальті приватна колекція антикварних костюмів. Представлені як офіційний, так і неофіційний одяг з XVIII по XX століття. Також тут зберігається найбільша приватна колекція мальтійського мережива, виготовлення якого є давньою традицією на острові. Мереживо використовувалося у різних ситуаціях, як релігійних, так і світських. У Каса Рокка Піккола було засновано та проводиться щорічне Мальтійське мереживне змагання. 
Каса Рокка Піккола має власників з XVI століття.  

## Стиль
Крізь роки будівля зазнавала кількох перебудов, основним проєктом була Палладіанська архітектура. На початку XX століття була побудована частина саду, щоб розширити будинок, у стилі ар-деко.

## Зовнішні посилання
- Офіційний вебсайт
- Інтерв'ю з маркізом де Піро, власником Casa Rocca Piccola